# Mikołajowa

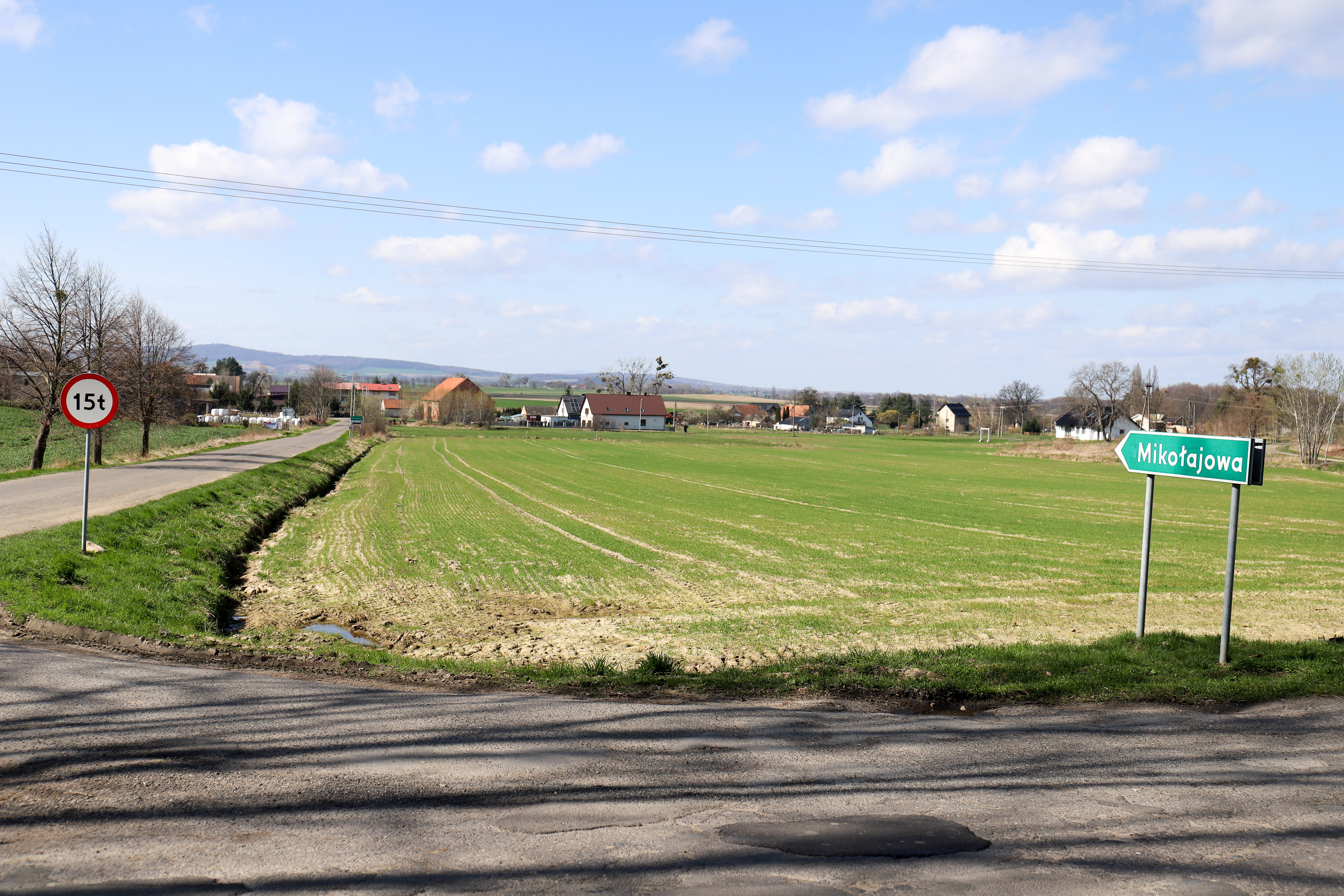
Ortseingang

Mikołajowa (deutsch: Niklasdorf, auch Nicklasdorf oder Niclasdorf) ist ein Dorf in der Stadt- und Landgemeinde Grodków (Grottkau) in der Woiwodschaft Opole in Polen.

## Geographie
Das Straßendorf Mikołajowa liegt im Westen der historischen Region Oberschlesien, neun Kilometer westlich vom  Grodków und etwa 45 Kilometer westlich von Opole (Oppeln) in der Nizina Śląska (Schlesische Tiefebene). Nördlich des Dorfes verläuft die Bahnstrecke Grodków Śląski–Głęboka Śląska.
Nachbarorte von Mikołajowa sind im Nordosten Gałązczyce (Giersdorf), im Südosten Wierzbna (Würben), im Südwesten Karnków (Arnsdorf) und im Nordwesten Rożnów (Ober-Rosen).

## Geschichte
Niklasdorf wurde erstmals 1303/04 im Zehntregister Liber fundationis episcopatus Vratislaviensis als „villa Nikolau“ erwähnt. Für 1373 ist die Schreibweise „Nicola villa“ belegt. 1343 wurde „Nicolai villa“ von der Stadt Grottkau erworben, mit der es 1344 an das bischöfliche Fürstentum Neisse gelangte. 1382 wird der Ort als Nicklosdorff erwähnt. 1425 waren sechs Häuser und eine Scholtisei vorhanden sowie ein Kretscham, der damals leer stand. Das Vorwerk war 1579 im Besitz des Melchior von Seidlitz.
Nach dem Ersten Schlesischen Krieg 1742 fiel Niklasdorf  mit dem größten Teil des Fürstentums Neisse an Preußen. 
Nach der Neuorganisation der Provinz Schlesien gehörte die Landgemeinde Niklasdorf ab 1816 zum Landkreis Grottkau im Regierungsbezirk Oppeln. 1845 bestanden im Dorf ein Gutshof, eine Brauerei, eine Brennerei und 36 weitere Häuser. Im gleichen Jahr lebten in Niklasdorf 239 Menschen, davon 30 evangelisch. 1855 lebten in Niklasdorf 241 Menschen. 1865 bestanden im Ort 23 Gärtner- und zwei Häuslerstellen. Eingeschult waren die Kinder nach Würben, eingepfarrt nach Hohengiersdorf. 1874 wurde der Amtsbezirk Striegendorf gegründet, zu dem Niklasdorf eingegliedert wurde. 1885 zählte Niklasdorf 160 Einwohner.
1926 wurde das Rittergut an die Oberschlesische Landgesellschaft verkauft. 1927 wurden westfälische Siedler aus den Kreisen Beckum und Warendorf angeworben. 1933 lebten in Niklasdorf 193 Einwohner, 1939 waren es 267. Bis Kriegsende 1945 gehörte der Ort zum Landkreis Grottkau.
Als Folge des Zweiten Weltkriegs fiel Niklasdorf 1945 wie der größte Teil Schlesiens an Polen. Nachfolgend wurde der Ort in Mikołajowa umbenannt und der Woiwodschaft Schlesien angeschlossen. 1950 wurde es der Woiwodschaft Opole, 1999 in den neu gegründeten Powiat Brzeski (Kreis Brieg) eingegliedert.

## Sehenswürdigkeiten
- Sühnekreuz aus dem 15. Jahrhundert